# Карповская (Раменский сельсовет, Вожегодский район)
Карповская — деревня в Вожегодском районе Вологодской области.
Входит в состав Явенгского сельского поселения (с 1 января 2006 года по 9 апреля 2009 года входила в Раменское сельское поселение), с точки зрения административно-территориального деления — в Раменский сельсовет.
Расстояние до районного центра Вожеги по автодороге — 26 км, до центра муниципального образования Базы по прямой — 10 км. Ближайшие населённые пункты — Нефедовская, Окуловская, Репняковская, Лупачиха, Левковская.
По переписи 2002 года население — 2 человека.